# 阿勒泰市第一中学
47°47′41″N 88°07′09″E / 47.79481°N 88.11911°E
阿勒泰市第一中学，是中华人民共和国新疆维吾尔自治区阿勒泰地区的一所高级中学，位于阿勒泰地区阿勒泰市恰秀路街道红墩路社区红墩路。

## 沿革
阿勒泰市第一中学前身为1954年成立的承化县汉文第一完全小学。1957年，学校开设初中班，更名为承化县汉文中学，后又停办。1970年春，学校改名为反修学校。1971年，招收3个初中班。1974年，首次招收高中班，学校逐渐过渡为完全中学。1980年，正式定名为阿勒泰县第一中学（简称县一中）。1981年，建起新的三层教学大楼。1984年11月，阿勒泰撤县改市，学校遂改称阿勒泰市第一中学（简称市一中）。2002年4月，与原阿勒泰市第二小学、市一小、三矿学校合并。2009年，与地质四大队、市五中等学校合并。